# Gobindgarh
Gobindgarh (o Mandi Gobindgarh) è una città dell'India di 55.416 abitanti, situata nel distretto di Fatehgarh Sahib, nello stato federato del Punjab. In base al numero di abitanti la città rientra nella classe II (da 50.000 a 99.999 persone).

## Geografia fisica
La città è situata a 30° 40' 36 N e 76° 17' 38 E.

## Società

### Evoluzione demografica
Al censimento del 2001 la popolazione di Gobindgarh assommava a 55.416 persone, delle quali 31.030 maschi e 24.386 femmine. I bambini di età inferiore o uguale ai sei anni assommavano a 6.795, dei quali 3.790 maschi e 3.005 femmine. Infine, coloro che erano in grado di saper almeno leggere e scrivere erano 38.512, dei quali 22.249 maschi e 16.263 femmine.